# Sarrorhina pupilla
Sarrorhina pupilla är en tvåvingeart. Sarrorhina pupilla ingår i släktet Sarrorhina och familjen parasitflugor. Inga underarter finns listade i Catalogue of Life.